# ×Carruanthophyllum
×Carruanthophyllum, monotipski hibridni rod u porodici čupavica. Jedina vrsta je ×C. hybridum iz JAR-a. Nastala je križanjem vrsta Carruanthus ringens  (sin. Carruanthus caninus) i Machairophyllum albidum.

## Sinonimi
- Mesembryanthemum hybridum Haw.; bazionim.